# Смичка (Тісульський округ)
Сми́чка (рос. Смычка) — селище у складі Тісульського округу Кемеровської області, Росія.

## Населення
Населення — 49 осіб (2010; 110 у 2002).
Національний склад (станом на 2002 рік):
- росіяни — 97 %